# Phanoperla flaveola
Phanoperla flaveola és una espècie d'insecte plecòpter pertanyent a la família dels pèrlids que es troba a Malèsia: Indonèsia i Malàisia, incloent-hi Borneo.